# ステップファザー・ステップ
『ステップファザー・ステップ』は宮部みゆきによる日本の小説作品である。『小説現代』（講談社）において1991年から1992年にかけての5編の短編が掲載され、1993年に書き下ろしの短編2編を加えて講談社より単行本が刊行された。

## 概要
中学生の双子の兄弟と、彼らの父親代わりをする羽目になったプロの泥棒である主人公の身にふりかかる様々な事件を描いたユーモアミステリー。タイトルの「ステップファザー」（stepfather）は日本語で「継父」を意味する。
2012年1月時点で累計100万部を売り上げており、雑誌で行われた読者投票でも「ファンが選ぶ最も好きな宮部みゆき作品ランキング」で1位を獲得するなど、根強いロングセラー作品となっている。
1997年から1998年にかけて、『小説すばる』（集英社）において本作の続編となる「バッド・カンパニー」、「ダブル・シャドウ」、「マザーズ・ソング」、「ファザーズ・ランド（前編・後編）」の5編が掲載されたが、10年以上経った2011年現在も単行本化はされておらず、宮部自身も公式サイトである「大極宮」において、理由を明かさないながらも「単行本化されることはない」と明言している。
2012年1月から3月にかけてTBS系にて本作を原作とする連続テレビドラマが放映された。

## 登場人物
「泥棒」
プロの泥棒で主人公。本名は作中で言及されておらず不明であり（双子には明かしている）、彼を語り手として物語は進行する。本項では便宜上「泥棒」と呼ぶ。一人称は「俺」。
宗野哲（そうの さとし） /  宗野直（そうの ただし）
中学生の双子の兄弟。父親と母親が同じ日にそれぞれ別の相手と駆け落ちして家出をしてしまったため、兄弟二人だけで暮らしている。
柳瀬の親父（やなせ -）
「泥棒」に仕事を提供している情報屋の男。元弁護士。
灘尾礼子（なだお れいこ）
哲のクラス担任である教師。「泥棒」が好意を寄せている。

## 書誌情報
すべて講談社より刊行。
- ステップファザー・ステップ
  - 1993年3月、単行本、ISBN 4-06-206216-X
  - 1996年7月、講談社文庫、ISBN 4-06-263285-3、カバーイラスト：阿部真理子、荒川弘（改版）
  - 2021年2月、講談社文庫、ISBN 978-4-06-522412-0、新装版
- ステップファザー・ステップ -屋根から落ちてきたお父さん-（「ワンナイト・スタンド」は、収録されていない。）
  - 2005年10月、青い鳥文庫、ISBN 4-06-148702-7、イラスト：千野えなが
  - 2008年3月、青い鳥文庫 SLシリーズ、ISBN 4-06-286404-5、イラスト：千野えなが

### 初出
- ステップファザー・ステップ - 『小説現代』1991年2月号
- トラブル・トラベラー - 『小説現代』1991年5月号
- ワンナイト・スタンド - 『小説現代』1991年8月号
- ヘルター・スケルター - 『小説現代』1991年11月号
- ロンリー・ハート - 『小説現代』1992年2月号
- ハンド・クーラー - 書き下ろし
- ミルキー・ウエイ - 書き下ろし

- バッド・カンパニー - 『小説すばる』1997年1月号
- ダブル・シャドウ - 『小説すばる』1998年1月号
- マザーズ・ソング - 『小説すばる』1998年5月号
- ファザーズ・ランド 前編 - 『小説すばる』1998年12月号
- ファザーズ・ランド 後編 - 『小説すばる』1999年1月号

## テレビドラマ
2012年1月9日からTBS系列のパナソニック ドラマシアター枠でテレビドラマとして放送された。初回は19:00 - 20:54（JST）の2時間スペシャル。大映テレビによるパナソニック ドラマシアター枠での作品は本作が初めてとなる。

### 出演

#### メインキャスト
俺
演 - 上川隆也
世間を騒がせる義賊・怪盗キング。本名は原作同様明らかにされていない。とある仕事でミスをし、直と哲に助けられる。両親が失踪した双子に「パパになって」と脅迫まがいに請われ、弁護士・柳瀬によって無理やり双子とステップファザー契約を結ばされる。本人は嫌がっていたが、徐々に双子を大切に思い始める。
宗野 直（そうの ただし）
演 - 渋谷龍生
小学4年生、両親が失踪。料理が得意。「俺」とステップファザー契約を結ぶ。
宗野 哲（そうの さとし）
演 - 渋谷樹生
小学4年生、両親が失踪。家事が得意。「俺」とステップファザー契約を結ぶ。
灘尾 礼子（なだお れいこ）
演 - 小西真奈美
葉沢市立今出新町小学校4年2組、直と哲の担任。父親らしくない「俺」に不信感を抱き、度々宗野家を訪れる。思いこみが強く、猪突猛進なところがある。離婚歴があり、元夫のもとに残してきた息子を気がかりに思っている。
秋山 ナオ（あきやま ナオ）
演 - 平山あや（幼少期：成田ひより）
柳瀬のお気に入り。表向きは柳瀬法律事務所事務員で、実際はプロの女詐欺師。
柳瀬 豪造（やなせ ごうぞう）
演 - 伊東四朗
柳瀬法律事務所所長 弁護士。「俺」の父親的存在で18歳の時に俺を拾ってくれた恩人。お金に執着する。書類を作成し、無理やり「俺」にステップファザー契約を結ばせる。面白がってもいるが双子を気にかけてもいる。
脇坂 信之助（わきさか しんのすけ）
演 - 渡辺いっけい
刑事。怪盗キングを捕まえることを目標としている。「俺」にあまり関わりたくない人物だと思われている。しかし、刑事としての能力にはいささか疑問があり、妻の芳江に頭が上がらない。
脇坂 芳江（わきさか よしえ）
演 - 須藤理彩
信之助の妻。信之助を尻に敷き、街の噂に敏感で詳しい。「俺」に興味がある。

#### その他
宗野 正雄（そうの まさお）
演 - 東根作寿英（第9 - 最終話）
新聞記者。直と哲の父親。妻と同じ日に駆け落ちする。
坂本 渉（さかもと わたる）
演 - 村杉蝉之介
灘尾の同僚、小学校教諭。不倫事件の際、灘尾を厳しく追及した。
吉村 圭祐（よしむら けいすけ）
演 - 猪狩賢二
灘尾の同僚、小学校教諭。不倫事件の際、坂本と同様に厳しく追及する。
桜庭 正義（さくらば まさよし）
演 - 松島庄汰
刑事。上司の信之助を慕っている。
脇坂 早苗（わきさか さなえ）
演 - 山岡愛姫
信之助と芳江の娘。双子の同級生。
久島 航太（ひさじま こうた）
演 - 幼少期：三谷翔太 / 少年期：横山幸汰
礼子と啓一の間に産まれた子供。バイオリンを習っている。

#### 4年2組
ソウタ
演 - 福本晟也
マサキ
演 - 阿部拓海

#### ゲスト

##### 第1話
井口 雅子（いぐち まさこ）
演 - 李千鶴
ダイエット食品販売会社経営。
矢城 久子（やぎ ひさこ）
演 - 萬田久子
葉沢市立今出新町小学校校長。孫・美鈴の将来を心配し、暖かく見守っている。
矢城 美鈴（やぎ みすず）
演 - 松田亜美
久子の孫、双子の同級生。
矢城 佐織（やぎ さおり）
演 - 佐藤仁美
スナックMママ。久子の娘で美鈴の母。「俺」の助けで長年疎遠だった久子と和解する。

##### 第2話
佐々木 瞳（ささき ひとみ）
演 - 奥貫薫
専業主婦、夫には愛人がいるが黙認する。幼い娘がいるため、離婚できずにいる。

##### 第3話
板倉 裕之（いたくら ひろゆき）
演 - 笠原秀幸
和代の息子。母が大事に持っていたネックレスを探している。
板倉 和代（いたくら かずよ）
演 - 丘みつ子
葉沢総合病院入院患者。

##### 第4話
笹本 敏子（ささもと としこ）
演 - 田島令子
ラッキー飼い主。ラッキーが脱走し、双子に保護される。

##### 第5話
久島 啓一（ひさじま けいいち）
演 - 眞島秀和（第9 - 最終話）
灘尾の元夫、久島ビル管理取締役社長。不倫が原因で礼子と別れる。
久島 亜沙美（ひさじま あさみ）
演 - 竹内希実（第10 - 最終話）
啓一の後妻、真剣な気持ちで航太の母親になろうとしている。

##### 第6話
鮫山 信司（さめやま しんじ）
演 - 岡田義徳
鮫山不動産取締役社長。ナオが詐欺をはたらこうと対象にしていたが失敗する。その事を逆に利用しナオの殺害計画を実行する。
川島 健二（かわしま けんじ）
演 - 長棟嘉道
ナオの父親、建設現場作業員。ナオが小学生の頃、愛人と駆け落ちする。

##### 第7話
佐久間 隆（さくま りゅう）
演 - 別所哲也
マイトフーズ取締役社長。ラグビー部の親友川澄と一緒に食品会社を立ち上げる。宗野の記事で食品偽装が明るみに出て会社が倒産。その事が原因で親友の川澄が自殺したことを逆恨みし、双子を誘拐する。

##### 第8話
田島 浩一（たじま こういち）
演 - 石井正則
明智物産元警備主任、タクシー運転手。明智物産は脱税により不正なお金で利益を上げている。2億円相当の金塊を「俺」に盗まれたとき、責任を一方的に押し付けられ、退職を勧告される。
田島 里奈（たじま りな）
演 - 岸田海音
浩一の娘。

##### 第9話
佐伯 光彦（さえき みつひこ）
演 - 大鷹明良
資産家、貿易会社経営者。コレクションで集め大切に保管していた壺が盗まれる。
郷田 和男（ごうだ かずお）
演 - マギー
柳瀬に雇われた貴金属・絵画強盗犯。
ピカソ
演 - 平泉成（最終話）
贋作美術品製作家。
平井（ひらい）
演 - 石井愃一
壺を求めてやってくる。「俺」に「本物の壺を持ってこい」と言い、柳瀬を人質にとるが、「俺」に騙されて偽物の壺を売ってしまう。

##### 第10話
有村 洋一（ありむら よういち）
演 - 柏原収史
IT企業スクエアネット社長佐藤勇治と名乗る男性。正体は3年前に宝石店を襲った強盗犯であり、妻と娘を探すために事務所へやってくる。
有村 恵理（ありむら えり）
演 - 笹峯愛
洋一の妻。長年の心労で2年前、スーパーの冷凍庫で働いている最中に倒れそのまま亡くなる。
有村 美月（ありむら みづき）
演 - 石井萌々果
洋一と恵理の娘。
花井 夏代（はない かよ）
演 - 舟木幸
美月の里親、夫婦でカフェ花水木を営んでいる。

##### 最終話
溝口 香苗（みぞぐち かなえ）
演 - 小沢真珠
小原美術館館長秘書。
小原 次郎（おはら じろう）
演 - 山田明郷
暮志木市立小原美術館館長。

### スタッフ
- 原作：宮部みゆき「ステップファザー・ステップ」（講談社刊）
- 脚本：篠崎絵里子、徳永友一、国井桂
- 音楽：瀬川英史
- 主題歌：トータス松本「ブランコ」（ワーナーミュージック・ジャパン）
- 演出：新城毅彦、山下学美、嶋添亮
- 技術協力：ビデオスタッフ
- 美術協力：アックス
- 編集：バウムレーベン、ワインド・アップ
- CG：オムニバス・ジャパン
- スタジオ：緑山スタジオ・シティ
- プロデューサー：渡辺良介、八木亜未
- 製作：大映テレビ、TBS

### 放送日程
| 各回                                                      | 放送日        | サブタイトル                                                                        | 脚本              | 演出     | 視聴率 |
| --------------------------------------------------------- | ------------- | ----------------------------------------------------------------------------------- | ----------------- | -------- | ------ |
| 第1話                                                     | 2012年1月09日 | 大ベストセラー解禁!! 泥棒が双子のパパに!? 笑える! 泣ける! ニセモノ親子の本物の絆…!! | 篠崎絵里子 国井桂 | 新城毅彦 | 10.4%  |
| 第2話                                                     | 2012年1月16日 | ドロボウ、ついにパパ契約!! 白骨遺体の正体は…!?                                      | 篠崎絵里子        | 新城毅彦 | 08.6%  |
| 第3話                                                     | 2012年1月23日 | ドロボウ、泥棒に遭う!? ついに正体が…!?                                              | 徳永友一          | 山下学美 | 07.7%  |
| 第4話                                                     | 2012年1月30日 | 双子失踪!? 泥棒パパ最後のミステリー!!                                               | 国井桂            | 山下学美 | 08.9%  |
| 第5話                                                     | 2012年2月06日 | 不倫教師!? 怪文書事件の謎の犯人とは?                                                | 徳永友一          | 新城毅彦 | 07.6%  |
| 第6話                                                     | 2012年2月13日 | 凶悪犯が家を全焼!? 遂に母が!!                                                       | 国井桂            | 山下学美 | 06.4%  |
| 第7話                                                     | 2012年2月20日 | 衝撃の第2章－ニセ親子の別れ                                                         | 徳永友一          | 嶋添亮   | 06.5%  |
| 第8話                                                     | 2012年2月27日 | 泥棒、暗号を解く!! 涙の作文…                                                        | 国井桂            | 山下学美 | 07.2%  |
| 第9話                                                     | 2012年3月05日 | 嘘の手紙と偽の壷…波乱最終章                                                         | 徳永友一          | 新城毅彦 | 06.4%  |
| 第10話                                                    | 2012年3月12日 | 消えたダイヤと家族失踪の謎…                                                         | 国井桂            | 山下学美 | 06.7%  |
| 最終話                                                    | 2012年3月19日 | 衝撃と号泣のラスト16分!!                                                            | 徳永友一          | 新城毅彦 | 06.8%  |
| 平均視聴率 7.8%（視聴率は関東地区・ビデオリサーチ社調べ） |               |                                                                                     |                   |          |        |

| TBS パナソニック ドラマシアター                           | TBS パナソニック ドラマシアター                     | TBS パナソニック ドラマシアター                                   |
| 前番組                                                    | 番組名                                              | 次番組                                                            |
| --------------------------------------------------------- | --------------------------------------------------- | ----------------------------------------------------------------- |
| 水戸黄門 第43部（最終シリーズ） （2011.7.4 - 2011.12.12） | ステップファザー・ステップ （2012.1.9 - 2012.3.19） | ハンチョウ〜警視庁安積班〜 （シリーズ5） （2012.4.9 - 2012.6.25） |